# Teddy Castellucci
Theodore Ross „Teddy“ Castellucci (* 1965) ist ein US-amerikanischer Komponist.

## Leben
Teddy Castellucci machte 1983 seinen Abschluss an der Lindenhurst High School.
Castellucci ist insbesondere durch seine Arbeit an Komödien und im Speziellen für seine Mitarbeit an Filmen mit Adam Sandler, darunter Big Daddy, Die Wutprobe und 50 erste Dates, bekannt. Nachdem er 2005 letztmals mit Spiel ohne Regeln für Sandler gearbeitet hatte, wurde er anschließend durch den britischen Filmkomponisten Rupert Gregson-Williams ersetzt.

## Filmografie (Auswahl)
- 1998: Eine Hochzeit zum Verlieben (The Wedding Singer)
- 1999: Big Daddy
- 1999: Rent a Man – Ein Mann für gewisse Sekunden (Deuce Bigalow: Male Gigolo)
- 2000: Little Nicky – Satan Junior (Little Nicky)
- 2001: Animal – Das Tier im Manne (The Animal)
- 2001: Good Advice – Guter Rat ist teuer (Good Advice)
- 2002: Repli-Kate
- 2002: Mr. Deeds
- 2002: Kevin – Allein gegen alle (Home Alone 4)
- 2002: Adam Sandlers acht verrückte Nächte (Eight Crazy Nights)
- 2003: Die Wutprobe (Anger Management)
- 2003: Partyalarm – Finger weg von meiner Tochter (My Boss’s Daughter)
- 2004: 50 erste Dates (50 First Dates)
- 2004: White Chicks
- 2005: Spiel ohne Regeln (The Longest Yard)
- 2005: Volltreffer – Ein Supercoach greift durch (Rebound)
- 2006: Die Super-Ex (My Super Ex-Girlfriend)
- 2006: Little Man
- 2006: Zum Glück geküsst (Just My Luck)
- 2007: Born to be Wild – Saumäßig unterwegs (Wild Hogs)
- 2007: Sind wir endlich fertig? (Are We Done Yet?)
- 2009: Baby on Board
- 2009: Der göttliche Mister Faber (Arlen Faber)
- 2010: Lottery Ticket

## Auszeichnungen (Auswahl)
BMI Film & TV Awards
- 1998: BMI Film Music Award - Eine Hochzeit zum Verlieben
- 2000: BMI Film Music Award - Big Daddy
- 2003: BMI Film Music Award - Mr. Deeds
- 2004: BMI Film Music Award - 50 erste Dates
- 2004: BMI Film Music Award - Die Wutprobe